# قرية الفيحاء
قرية الفيحاء، واسمها القديم مزرعة الأفندي، هي قرية ساحلية من قرى محافظة طرطوس في سوريا. تبعد عن مدينة طرطوس حوالي 20 كم، و 12 كم عن مدينة بانياس، و 2 كم عن شاطئ البحر المتوسط. وتتبع إداريآ لناحيه الروضة
| تقسيم إداري            | تقسيم إداري                        |
| ---------------------- | ---------------------------------- |
| البلد                  | سوريا                              |
| محافظة                 | محافظة طرطوس                       |
| منطقة                  | بانياس                             |
| ناحيه الروضة           |                                    |
| عدد السكان بشكل تقديري |                                    |
| • المجموع              | ألف نسمه                           |
| • العرق                | فينيقيون                           |
| • الدين                | مسيحيون، روم أرثوذكس               |
| معلومات أخرى           |                                    |
| منطقة زمنية            | +2                                 |
| رمز المنطقة            | الرمز الدولي: 963, رمز المدينة: 43 |